# 木部夏生
木部 夏生（きべ なつき、1995年8月11日 - ）は、日本棋院東京本院所属の囲碁棋士。群馬県太田市出身。藤澤一就八段門下、三段。

## 略歴
ヒカルの碁の影響で地元の囲碁教室に通い、10歳で日本棋院の院生になる。
2012年の女流棋士特別採用試験では本戦で8勝1敗の成績を残し、岩田紗絵加（のちに関西棋院で入段）と同率で並んだものの、序列により試験合格。4月1日、16歳で入段。
2016年、勝ち星対象棋戦通算30勝を挙げて二段に昇段した。
2022年、勝ち星対象棋戦通算40勝を挙げて三段に昇段した。

## 人物
小学1年の頃よりヒカルの碁の影響で地元の囲碁教室に通い囲碁を覚える。
院生になった直後の10歳時1型糖尿病を発症したが「病気を言い訳にしたくない。」と母親と共に上京して、藤沢一就に入門し2012年春には念願のプロデビューを果たす。
。

## 昇段履歴
- 2012年4月1日 入段
- 2016年3月4日 二段（勝星規定）[5]
- 2022年7月8日 三段（勝星規定）[3]

## 著書
- 『誰でもカンタン！ 図解で分かる 碁の現代布石』（マイナビブックス）ISBN 9784839976224